# جسم مضاد معدل
الأجسام المضادة المعدلة (بالإنجليزية neutralizing antibody) أجسام مضادة تدافع عن الخلايا ضد العوامل الممرضة أو الجزيئات المعدية عبر تعديل أي تأثير حيوي تحمله، وتُفقد هذه الجسيمات قدرتها على العدوى أو الإمراض. تشكل الأضداد المعدلة جزءًا من الاستجابة الخلطية للجهاز المناعي التكيفي ضد الفيروسات والبكتيريا داخل الخلوية والسموم الجرثومية.
تمنع الأضداد المعدلة الجسيمات المعدية من التفاعل مع الخلايا العائلة المعرضة للإصابة والتدمير عبر ارتباطها النوعي بسطح البنى (مولدات الضد) الموجودة عليها. تٌعرف المناعة الناتجة عن الأجسام الضدية المعدلة بالمناعة المطهرة، لأن الجهاز المناعي يزيل الجسيمات المعدية قبل حدوث أي العدوى.

## الآلية
صورة: تغطية مولد الضد بالإجسام المضادة تجعله أقل تسبيبًا للعدوى والإمراض. في الصورة اليمنى، يمنع ارتباط الأضداد المعدلة بالفيروس نفوذه إلى داخل الخلية.
تستخدم الجسيمات الفيروسية والجراثيم داخل الخلوية جزيئات متوضعة على سطحها للتفاعل مع مستقبلات أغشية الخلايا الهدف التي تسمح لها بالدخول وبدء حلقة التنسخ. تستطيع الأضداد المعدلة تثبيط فعاليتها عبر الارتباط بالعامل الممرض وحصر الجزيئات المطلوبة لدخول الخلية. قد يحدث هذا نتيجة تداخلها الثابت مع العوامل الممرضة أو السموم المرتبطة بمستقبلات الخلايا العائلة.
في حالة العدوى الفيروسية، قد ترتبط الأجسام الضدية المعدلة بالبروتينات السكرية للفيروسات المغلفة أو بروتينات المحفظة للفيروسات غير المغلفة، وقد تمنع هذه الأضداد الجسيمات من إحداث التغييرات البنيوية التي تحتاجها العوامل الممرضة غالبًا لتنجح في دخول الخلايا. تستطيع الأجسام الضدية المعدلة مثلًا منع التغيرات التشكلية للبروتينات الفيروسية التي تتواسط التحام الغشاء اللازم لدخول الخلية العائلة. لا يستطيع الفيروس إحداث العدوى في بعض الحالات حتى بعد انفصال الضد عنه. تلتقط البالعات الكبيرة لاحقًا معقد الضد-مولد الضد وتتخلص منه.
تؤدي الأضداد المعدلة أيضًا دورًا مهمًا في تعديل التأثيرات السمية للسموم البكتيرية. يُعد الجسم المضاد المعدل لسم الخناق أحد الأمثلة عليها، وهو قادر على تعديل التأثيرات الحيوية لسم الخناق. لا تؤثر الأضداد المعدلة على البكتيريا خارج الخلوية لأن ارتباطها لا يمنع البكتيريا من الانتساخ. يستخدم جهاز المناعة في هذه الحالات وظائف أخرى للأضداد لقتل البكتيريا مثل تنشيط الطاهيات وجملة المتممة.

### الاختلاف بين الأضداد المعدلة والرابطة
لا تنتمي جميع الأضداد التي ترتبط بالجسمي الممرض إلى النمط المعدل، بل هناك أضداد غير معدلة تُسمى الأضداد الرابطة، وهي ترتبط نوعيًا بالعامل الممرض دون أن تتدخل في إحداث المرض، وهذا قد يعود إلى عدم ارتباطها بالمنطقة الصحيحة. قد تكون الأضداد غير المعدلة مهمةً لتعليم الجسيمات الممرضة للخلايا المناعية، وهذه إشارة على استهدافها لتقوم هذه الخلايا لاحقًا بمعالجتها وتدميرها.
تستطيع الأضداد المعدلة تعديل التأثيرات الحيوية لمولد الضد دون الحاجة إلى خلايا مناعية، وفي بعض الحالات يمكن أن تستخدم الفيروسات هذه الأضداد بعد الارتباط بها لتسهيل الدخول إلى الخلايا المعيلة. تُعرف هذه الآلية بالتعزيز المعتمد على الأجسام الضدية، ولوحظ وجوده في فيروسي الضنك وزيكا.

## إنتاج الأضداد
تنتج الخلايا البائية الأجسام الضدية وتفرزها في الجسم، وعندما تُنتج هذه الخلايا في نخاع العظم تخضع الجينات المشفرة للأضداد إلى إعادة تركيب جيني عشوائية (تأشيب جسمي) يؤدي إلى إنتاج الأضداد التي تختلف في تتالي حموضها الأمينية في منطقة ربط مولد الضد من كل خلية بائية ناضجة. بالتالي تنتج كل خلية بائية أضدادًا ترتبط نوعيًا بمولدات ضد مختلفة.
يسمح التنوع الكبير في مخزون الأجسام الضدية للجهاز المناعي بالتعرف على أعداد كبيرة من المسببات المرضية التي قد تختلف في أشكالها وأحجامها. لا ينتج الجهاز المناعي سوى الأضداد ذات الألفة العالية للعامل الممرض عند حدوث العدوى، وهذا ينجم عن الانتقاء النسيلي لسلالة بائية واحدة: تحضر البائيات إلى موقع العدوى عبر تحسس الإنترفيرونات التي تفرزها الخلايا المصابة في سياق الاستجابة المناعية. تعرض الخلايا البائية مستقبلاتها على سطحها الخلوي، وهي أجسام ضدية تستقر على الغشاء الخلوي.
يتحرض شلال تأشير خلوي ضمن الخلية عندما ترتبط مستقبلات الخلايا البائية بمولد الضد الموافق بألفة عالية، وتحتاج الخلايا البائية أيضًا إلى التحريض عبر السيتوكينات المنتجة من الخلايا التائية المساعدة في سياق الاستجابة الخلوية للجهاز المناعي ضد العامل الممرض. حالما يكتمل تفعيل الخلايا البائية، تتكاثر وتتمايز سريعًا إلى خلايا بلازمية تفرز الأضداد النوعية لمولد الضد بكميات كبيرة.
تسمح الذاكرة المناعية بتسريع إنتاج الأضداد المعدلة بعد التعرض التالي للفيروس بعد أول مواجهة لمولدات الضد عبر إعطاء اللقاح أو حدوث العدوى الطبيعية.